# Microgomphus jurzitzai
Microgomphus jurzitzai är en trollsländeart som beskrevs av Karube 2000. Microgomphus jurzitzai ingår i släktet Microgomphus och familjen flodtrollsländor. IUCN kategoriserar arten globalt som otillräckligt studerad. Inga underarter finns listade i Catalogue of Life.